# 長谷川哲士
長谷川 哲士（はせがわ てつじ、1984年4月8日 - ）は、島根県出身のコピーライター。株式会社噂代表。東洋大学卒。

## 出演

### インターネット
- 街録ch（2021年4月28日）　※ https://www.youtube.com/watch?v=b-zL0pd6Wyk